# Hoz de Minamá
La hoz de Minamá es una profunda depresión ubicada en el suroccidente de Colombia, en los territorios de los departamentos de Nariño y Cauca, siendo creada por el río Patía cuando atraviesa la Cordillera Occidental en su salida al océano Pacífico; hace parte del valle alto del Patía. Siguiendo el sentido del cauce del río Patía, justo después de finalizar la curva pronunciada, la garganta se estrecha lo suficiente para permitir la edificación de un puente de uso peatonal.

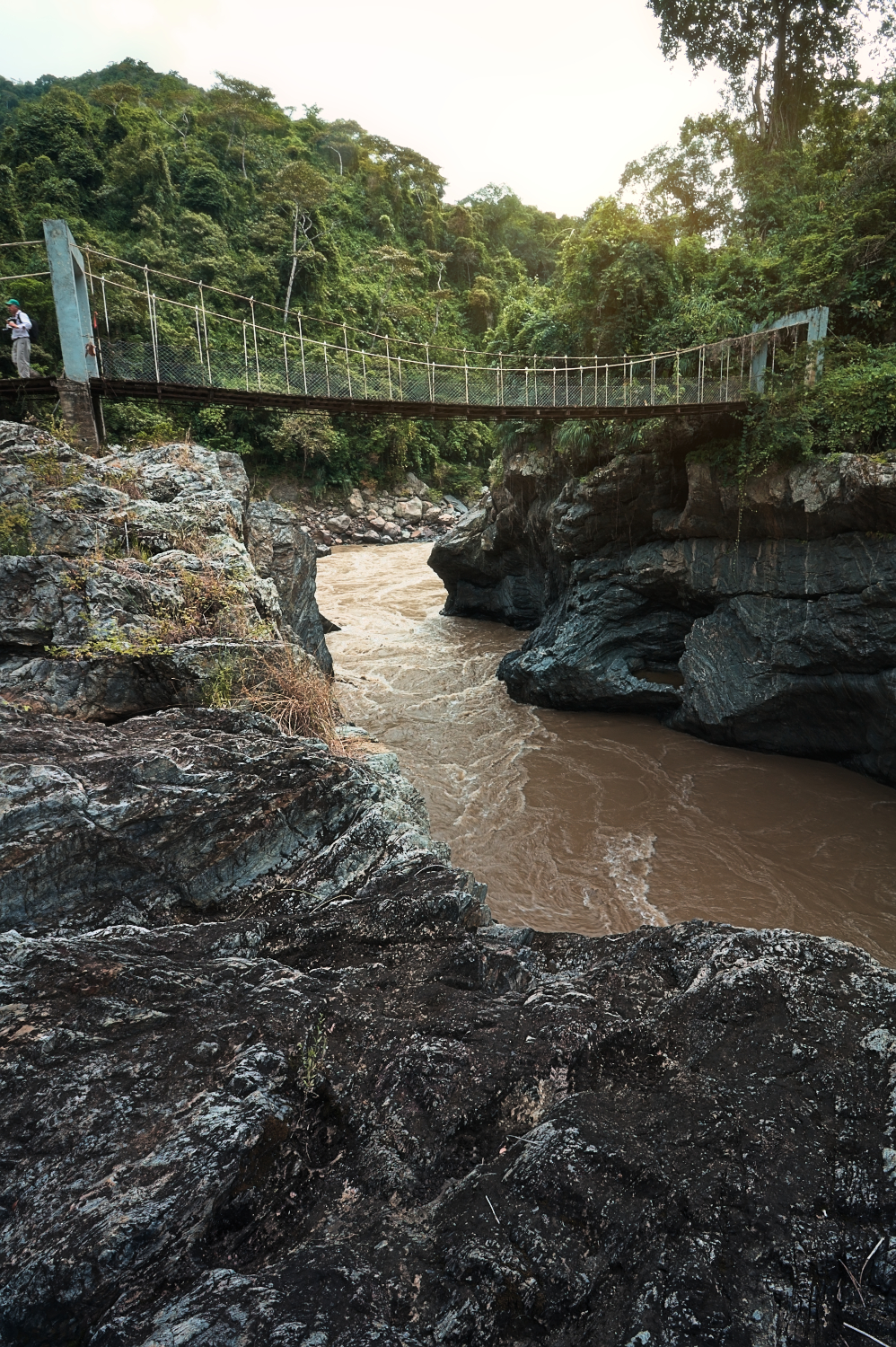
Justo después de la curvatura de la Hoz de Minamá, se construye un puente peatonal sobre el río Patía

La Hoz de Minamá tiene una altura de 380 a 400 metros sobre el nivel del mar, con más de 1 km de profundidad y 60 km de largo, cortando de un lado a otro la Cordillera Occidental de Colombia.